# Georg Teutsch
Georg Teutsch (* 31. März 1956 in Bukarest) ist ein deutscher Hydrogeologe und Professor für Geohydrologie an der Eberhard-Karls Universität Tübingen.

## Leben
Seine berufliche Karriere begann 1976 mit dem Geologiestudium an der Universität Tübingen und dem Ablegen des Vordiploms 1979. Danach folgte der Master an der University of Birmingham in Großbritannien, wo er eine Stelle als Research Assistent erhielt und diese bis 1981 ausübte. Nach einem einjährigen Zwischenstopp als wissenschaftlicher Assistent an der Universität Tübingen nahm er von 1982 bis 1983 eine Stelle als Hydrogeologe beim Ministerium für Landwirtschaft und Wasser in Saudi-Arabien an. Teutsch kehrte danach wieder an den Lehrstuhl für Angewandte Geologie an der Universität Tübingen zurück und schrieb seine Doktorarbeit mit dem Titel: „Groundwater models in karst terrains – practical approaches applied to two catchment areas in the ´deep´ and ´shallow´ Jurassic karst of the Swabian Alb, Germany“, welche 1988 erschien. Daraufhin erhielt er von mehreren Universitäten einen Ruf auf eine Professur und entschied sich für die Universität Tübingen. 1998 bis 2003 war er Direktor des Zentrums für Angewandte Geowissenschaften (ZAG), Universität Tübingen. 2000 bis 2009 war er Mitglied der Strategiegruppe NAGRA (Nationale Genossenschaft für die Lagerung radioaktiver Abfälle, Schweiz). Er war von 2004 bis 2022 Wissenschaftlicher Geschäftsführer des Helmholtz-Zentrums für Umweltforschung (UFZ). Das UFZ ist ein Forschungszentrum innerhalb der Helmholtz-Gemeinschaft.

## Öffentliche Ämter
Des Weiteren ist er seit 2006 der Chairman von Partnership for European Environmental Research (PEER). Von 2007 bis 2010 war er Mitglied des Rates für Nachhaltige Entwicklung. Seit 2012 ist er Ordentliches Mitglied der Sächsischen Akademie der Wissenschaften, seit 2016 der Deutschen Akademie der Technikwissenschaften (acatech).
Georg Teutsch trägt den Ehrendoktortitel der Universität Bukarest.